# Mélanie Henique
Mélanie Henique (Amiens, 22 de dezembro de 1992) é uma nadadora francesa.

## Carreira

### Rio 2016
Henique competiu nos 50 m livre feminino nos Jogos Olímpicos de Verão de 2016, sendo eliminada nas eliminatórias.